# 姆加新加火山
加新加火山（Gahinga）是非洲維龍加山脈的休火山或死火山，位於盧旺達和烏干達接壤邊境，位於穆哈武拉火山和薩比尼奧火山之間，且體積為三者最小。姆加新加大猩猩國家公園以此火山命名，遊客可從該處登山。